# Sphinx insolita
Sphinx insolita är en fjärilsart som beskrevs av Lintn. 1884. Sphinx insolita ingår i släktet Sphinx och familjen svärmare. Inga underarter finns listade i Catalogue of Life.

## Bildgalleri

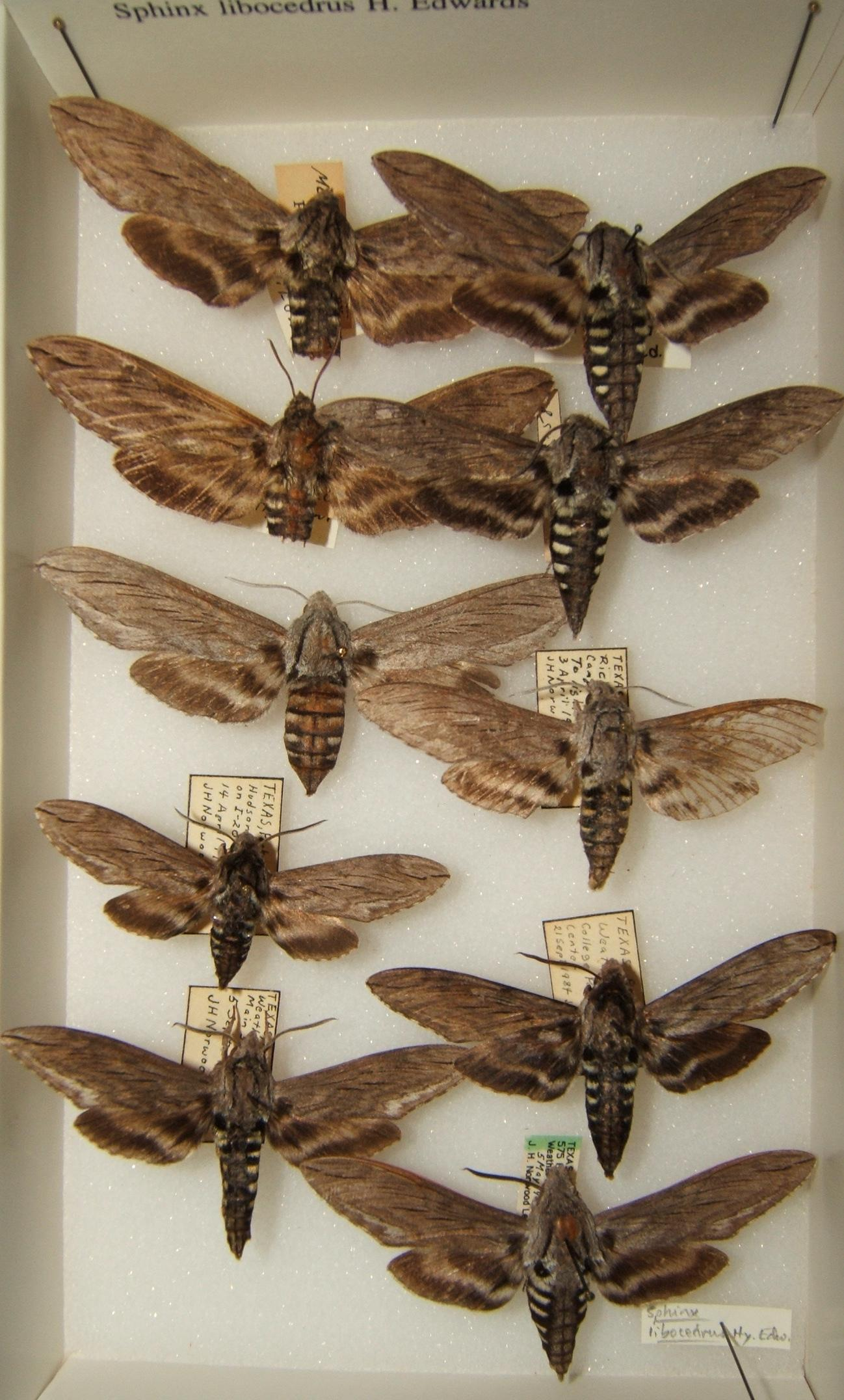